# Берр Вільямс
Берр Вільямс (англ. Burr Williams; 30 серпня 1909, Окема, Оклахома — 9 лютого 1981, Дулут) — американський хокеїст, що грав на позиції захисника.

## Ігрова кар'єра
Професійну хокейну кар'єру розпочав 1927 року. Протягом професійної клубної ігрової кар'єри, що тривала 15 років, захищав кольори команд «Детройт Ред-Вінгс», «Сент-Луїс Іглс» та «Бостон Брюїнс». Помер у 1981 році в госпіталі міста Дулут (Міннесота).